# جنگل‌بان اروپایی
جنگل‌بان اروپایی (نام علمی: Zygaena rhadamanthus) نام یک گونه از تیره جنگل‌بانان است.